# Media Development Authority
 (avril 2020).
Si vous disposez d'ouvrages ou d'articles de référence ou si vous connaissez des sites web de qualité traitant du thème abordé ici, merci de compléter l'article en donnant les références utiles à sa vérifiabilité et en les liant à la section « Notes et références ».
Pour les articles homonymes, voir MDA.
Le Media Development Authority (chinois : 媒体发展管理局), abrégé MDA, est un système d’évaluation singapourien pour le cinéma, la musique, la télévision, les jeux vidéo et les publications.

## Classification
| Icône | Description                                            |
| ----- | ------------------------------------------------------ |
|       | General (Tout public)                                  |
|       | Parental Guidance (Autorisation parentale)             |
|       | Parental Guidance 13 (Autorisation parentale à 13 ans) |
|       | No Children under 16 (Aucun enfant de moins de 16 ans) |
|       | Mature 18 (Mature à 18 ans)                            |
|       | Restricted 21 (Restreint à 21 ans)                     |